# Список зарубежных поездок Фредерика X

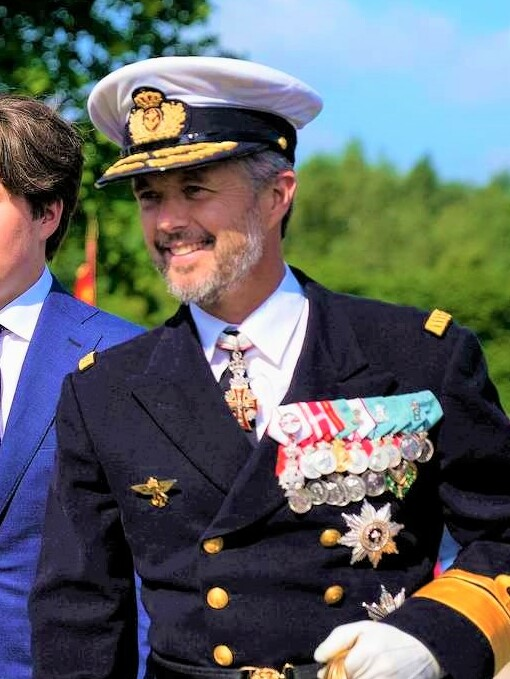
Король Дании Фредерик X

Государственные визиты часто проходят при участии глав государств или монархов, а также крупных торговых делегаций и считаются значимым событием, способствующим укреплению торговых, деловых, культурных и политических связей между двумя государствами. С началя своего правления в 2024 году король Дании Фредерик X (дат. Frederik X) совершил 3 поездки в 3 страны. В поездках короля сопровождает королева-консорт Мария.
Свой первый международный государственный визит Фредерик X нанес в Польшу в январе 2024 года. В число данных поездок входят визиты в Польшу (2024), Швецию (2024), Германию (2024), Финляндию (2025), Францию (2025) и Японию (2025).

## Визиты
Ниже приведено количество визитов:
- 1 визит — Польша, Швеция, Норвегия, Германия, Финляндия, Франция, Япония

### 2020-е
| Дата                       | Страна визита | Место(-а) визита             | Цель визита | Примечания |
| -------------------------- | ------------- | ---------------------------- | --- | ---------- |
| 31 января — 2 февраля 2024 | Польша        | - Варшава - Щецин            | - Встреча с президентом Польши Анджеем Дудой, маршалом сейма Республики Польша Шимоном Холовней, маршалом Сената Польши Малгожатой Кидава-Блонской, мэром Щецина Пётром Кшистеком - Посещение Президентского дворца, могилы неизвестного солдата и Варшавского сельскохозяйственного университета в Варшаве - Посещение Щецинской филармонии и штаба корпуса НАТО в Щецине                                         | [ 2 ]      |
| 6—7 мая 2024               | Швеция        | Стокгольм                    | - Встреча с королём Швеции Карлом XVI и королевой-консортом Сильвией, кронпринцессой Викторией, герцогом Вестергётландским Даниэлем, принцессой Эстель и принцем Оскаром - Встреча с шведскими астронавтами Арне Фуглесангом и Маркусом Вандтом - Посещение королевского дворца, королевского технологического института и музея принца Евгения Вальдемарсудде в Стокгольме                                        | [ 3 ]      |
| 14—15 мая 2024             | Норвегия      | Осло                         | - Встреча с королём Норвегии Харальдом V и королевой-консортом Соней, кронпринцем Хоконом и кронпринцессой Метте-Марит и принцессой Ингрид - Посещение Королевского дворца и крепости Акерсхус в Осло | [ 4 ]      |
| 21—22 октября 2024         | Германия      | - Берлин - Шлезвиг-Гольштейн | - Встреча с федеральным президентом Германии Франк-Вальтером Штайнмайером и первой леди Эльке Бюденбендер, а также с председателем Бундестага Бербель Бас - Посещение Рейхстага | [ 5 ]      |
| 4—5 марта 2025             | Финляндия     | - Хельсинки - Упинниеми      | - Встреча с президентом Финляндии Александром Стуббом и первой леди Сюзанной Иннес-Стубб, премьер-министром Финляндии Петтери Орпо, мэром Хельсинки Юханом Вартиайненом, спикером эдускунты Юсси Халла-ахо - Посещение Президентского дворца, Нового детской больницы, Эдускунты, Хиетаниеми, музея современного искусства Эспоо, архитектурной школы для детей и юношества Аркки и университета Аалто в Хельсинки | [ 6 ]      |
| 31 марта — 2 апреля 2025   | Франция       | Париж                        | - Встреча с президентом Франции Эмманюэлем Макроном и первой леди Брижит Макрон - Посещение Елисейского дворца | [ 7 ]      |
| 23—25 апреля 2025          | Япония        | - Токио - Осака - Хиросима   | - Посещение Всемирной выставки - Встреча с императором Японии Нарухито - Посещение Императорского дворца в Токио - Посещение Мемориального парка мира и башни Оризуру в Хиросима | [ 8 ]      |

## Комментарии
1. ↑  Короля сопровождали министр иностранных дел Дании Ларс Лёкке Расмуссен, министр энергетики, коммунальных услуг и климата Дании Ларс Аагард[англ.] и министр продовольствия, сельского хозяйства и рыболовства[англ.] Якоб Йенсен[англ.].
2. ↑  Короля сопровождали министр иностранных дел Дании Ларс Лёкке Расмуссен, заместитель председателя правительства Дании Троэльс Лунд Поульсен, министр окружающей среды[англ.] Магнус Хойнике[англ.], министр окружающей среды[англ.] Торстен Шак Педерсен[англ.].
3. ↑  В данной поездке королева не сопровождала короля.
4. ↑  Короля сопровождали министр иностранных дел Дании Ларс Лёкке Расмуссен, министр продовольствия, сельского хозяйства и рыболовства[англ.] Якоб Йенсен[англ.] и министр бизнеса[англ.] Мортен Боедсков[англ.].